# DELTA - Familles Angiospermes
Le site Web The Families of Flowering Plants fournit des descriptions, des illustrations, des identifications et des outils de recherche d'information sur les familles de plantes à fleurs ou angiospermes.
Ce site est hébergé par le site web delta-intkey.com qui promeut le format de Taxonomis DELTA (pour DEscription Language for TAxonomy).
Ses auteurs sont : Mike Dallwitz, Toni Paine, Eric Zurcher et Leslie Watson. 